# Rolfe Kent
Pour les articles homonymes, voir Kent (homonymie).
Rolfe Kent est un compositeur britannique de musiques de films né en 1963 à St Albans (Royaume-Uni).

## Filmographie

### Comme compositeur
- 1989 : Shalom Joan Collins (TV)
- 1993 : The Pitch
- 1994 : Finding Interest
- 1994 : Dead Connection
- 1995 : Memory Lane
- 1995 : Mercy
- 1996 : Un sujet capital (Citizen Ruth)
- 1997 : The House of Yes
- 1998 : Les Taudis de Beverly Hills (Slums of Beverly Hills)
- 1998 : Envole-moi (The Theory of Flight)
- 1999 : Amour sous influence (Don't Go Breaking My Heart)
- 1999 : L'Arriviste (Election)
- 1999 : Oxygen
- 2000 : The Smoking Section
- 2000 : Mexico City
- 2000 : Mafia parano (Gun Shy)
- 2000 : Nurse Betty
- 2001 : American Campers (Happy Campers)
- 2001 : Attraction animale (Someone Like You...)
- 2001 : Potins mondains & amnésies partielles (Town & Country)
- 2001 : La Revanche d'une blonde (Legally Blonde)
- 2001 : Kate et Léopold
- 2002 : The Jury (feuilleton TV)
- 2002 : 40 jours et 40 nuits (40 Days and 40 Nights)
- 2002 : Monsieur Schmidt (About Schmidt)
- 2003 : La blonde contre-attaque (Legally Blonde 2: Red, White & Blonde)
- 2003 : Freaky Friday : Dans la peau de ma mère (Freaky Friday), de Mark Waters
- 2004 : Lolita malgré moi (Mean Girls)
- 2004 : Sideways
- 2004 : The Last Shot
- 2004 : The Lost Cause
- 2005 : The Matador
- 2005 : Serial noceurs (Wedding Crashers)
- 2005 : Thank You for Smoking
- 2005 : Et si c'était vrai (Just Like Heaven)
- 2006 : Playboy à saisir (Failure to Launch)
- 2007 : Dexter (Série télévisée)
- 2007 : Sex and Death 101
- 2007 : À cœur ouvert (Reign Over Me)
- 2007 : The Hunting Party
- 2008 : The Lucky Ones
- 2009 : Hanté par ses ex (Ghosts of Girlfriends Past)
- 2009 : Les Chèvres du Pentagone (The Men Who Stare At Goats)
- 2009 : In the Air, de Jason Reitman
- 2010 : Kiss and Kill, (Killers), de Robert Luketic
- 2011 : Monsieur Popper et ses pingouins (Mr. Popper's Penguins), de Mark Waters
- 2011 : Young Adult de Jason Reitman
- 2013 : Gambit : Arnaque à l'anglaise (Gambit) de Michael Hoffman
- 2013 : Last Days of Summer de Jason Reitman
- 2013 : Bad Words de Jason Bateman
- 2014 : Vampire Academy de Mark Waters
- 2014 : 108 Rois-Démons de Pascal Morelli
- 2016 : Rock Dog d'Ash Brannon
- 2017 : The Philosophy of Phil de Greg Kinnear
- 2017 : Le petit Spirou de Nicolas Bary
- 2017 : Downsizing d'Alexander Payne
- 2017 : Mon coup d'un soir, mon ex et moi (Crash Pad) de Kevin Tent
- 2018 : Stan and Ollie de Jon S. Baird
- 2023 : Stonehouse : député, amant et espion (Stonehouse - série TV)

### Comme producteur
- 1995 : Mercy

## Distinctions

### Récompenses
- 2005 : BMI Film & TV Awards pour Sideways
- 2004 : BMI Film & TV Awards pour La blonde contre-attaque & "Freaky Friday" (2003)
- 2002 : BMI Film & TV Awards pour La Revanche d'une blonde (2001)

### Nominations
- 2007 : Emmy Awards : Dexter (2006) série tv
- 2005 : Golden Globes, USA ,Sideways (2004)
- 2002 : Satellite Awards, La Revanche d'une blonde (2001)